# الطباق (جبلة)

تعديل مصدري - تعديل

الطباق محلة تابعة لقرية المحفان، التابعة لعزلة الثوابي بمديرية جبلة إحدى مديريات محافظة إب في الجمهورية اليمنية، بلغ تعداد سكانها 264 حسب تعداد اليمن لعام 2004.